# Берлинг, Роберт Иванович
Роберт Иванович Берлинг (нем. Börling Robert Karl) (1874—1913) — офицер Российского императорского флота, участник Русско-японской войны, старший минный офицер крейсера «Варяг», участник боя у Чемульпо, Георгиевский кавалер, капитан 1-го ранга.

## Биография
Роберт Иванович Берлинг родился 17 (29) августа 1874 года в Санкт-Петербурге, в семье доктора медицины, действительного статского советника (с 1887 года) Иоанна Карловича Берлинга (1838—1909) и Марии Берлинг (урожд. Brandt). Крещён в Ев.-Лютеранской церкви св. Петра 10 ноября 1874 года пастором Александром Ферманом. Восприемниками (крёстными) были: доктор медицины Карл Раухфус и Александра Корибут-Кубитович.
С 1884 по 1889 год учился на гимназическом отделении Петришуле, затем поступил в Морской кадетский корпус. Гардемарином проходил корабельную практику на фрегате «Князь Пожарский», учебном судне «Скобелев» и крейсере I ранга «Дмитрий Донской», находился в плаваниях по Балтийскому морю и Финскому заливу. В 1894 году окончил Морской корпус, получив премию имени адмирала П. С. Нахимова, произведён в мичманы, и зачислен в 18-й флотский экипаж (циркуляр Главного Морского Штаба №134).
С 1895 по 1899 год находился в заграничном плавании вахтенным офицером сначала на крейсере «Генерал-Адмирал», далее на минном крейсере «Воевода», на мореходной канонерской лодке «Донец», а затем на броненосце «Император Александр II». В декабре 1898 года произведён в лейтенанты (Выс. пр. по Мор. вед. № 218 от 6.12.1898). Исполнял обязанности младшего флаг-офицера при штабе командующего отдельным отрядом судов в Средиземном море.
С мая по сентябрь 1900 года находился на учебном судне «Память Азова» (в 1909—1917 — «Двина»), минном крейсере «Лейтенант Ильин», крейсере II ранга «Африка», учебном судне «Европа» (бывш.«State of California»), как слушатель минного офицерского класса в Учебном Минном Отряде.
В 1900 году окончил Минный офицерский класс в Кронштадте (25-й выпуск). 7 сентября 1900 года зачислен в Минные офицеры II разряда (циркуляр Главного Морского Штаба №189). 23 августа 1900 года назначен судовым Минным офицером крейсера I ранга «Диана», и утверждён командиром 8-й роты (Приказами Командующего сводным отрядом за №601 и №694). С мая по июль 1901 года исполнял обязанности командира миноноски № 35. В августе находился на эскадренном броненосце «Синоп» во внутреннем плавании. 1 августа 1901 года прикомандирован к Штабу эскадры для изучения беспроволочного телеграфирования (Приказом главного Командира Черноморского флота № 567). С конца августа 1901 года по март 1902 года в должности младшего минного офицера совершил заграничное плавание на крейсере I ранга «Варяг», а с марта 1902 по январь 1903 года находился в заграничном плавании старшим минным офицером на эскадренном броненосце «Севастополь».
С 28 января 1903 года служил старшим минным офицером на крейсере I ранга «Варяг». 31 марта 1903 года был зачислен в Минные офицеры I разряда (циркуляр Главного Морского Штаба №73). 27 января (9 февраля) 1904 года участвовал в бою с японской эскадрой под командованием контр-адмирала Уриу у порта Чемульпо. Бой длился 50 минут. За это время «Варяг» под командованием капитана 1-го ранга В. Ф. Руднева выпустил по противнику 1105 снарядов, но и сам получил 5 подводных пробоин, З1 моряк был убит, около 200 человек было ранено. Не имея возможности продолжать бой, корабль вернулся в Чемульпо, где после оценки серьёзности повреждений «Варяга», общим собранием офицеров было принято решение об уничтожении крейсера. Высочайшим приказом от 23 февраля 1904 года лейтенант Р. И. Берлинг был награждён орденом Святого Георгия IV степени.
После затопления «Варяга» вместе с частью команды находился на итальянском бронепалубном крейсере «Эльба». В числе 176-и моряков прибыл в Сайгон, затем вернулись в Россию. С мая по август 1904 года служил на учебном судне «Двина» старшим минным офицером. 21 августа 1904 года вместе с младшим минным офицером крейсера 1-го ранга «Олег» лейтенантом И. В. Миштовтом командирован в Англию для наблюдения за заказами Морского министерства. 28 мая 1906 года вернулся в Россию, был переведён в 6-й флотский экипаж, и служил старшим офицером на учебном судне «Африка» (Приказ по Морскому ведомству №275). В 1907 году — минным офицером на миноноске № 14. 11 июля 1907 года переименован в капитан-лейтенанты. В 1908—1910 годах был командиром эскадренного миноносца «Стройный», с переводом в 5-й флотский экипаж, и с поручением заведования радиотелеграфными станциями Балтийского флота (Приказ по Морскому ведомству № 246 от 26.10.1908), а затем, непродолжительно, эскадренного миноносца «Достойный». Высочайшим приказом по Морскому ведомству за № 157 от 13.04.1908 года был произведён в капитаны 2-го ранга. 11 декабря 1908 года был назначен учителем Минной школы Учебного Минного Отряда в Кронштадте (циркуляр Штаба Кронштадтского порта за № 3565), где преподавал до 27 апреля 1909 года (отчислен за окончанием занятий в Минной Школе циркуляром Штаба Кронштадтского порта №754).
В 1910—1911 годах капитан 2-го ранга Р. И. Берлинг учился в Николаевской морской академии.
В 1913 году заболел психическим расстройством и был парализован, вышел в отставку «по болезни» в чине капитана 1-го ранга с сохранением мундира и пенсии (Выс. пр. по Мор. вед. за № 1157 от 14.01.1913).
Роберт Иванович Берлинг скончался в Санкт-Петербурге 12 (25) августа 1913 года. Похоронен на Волковском лютеранском кладбище Санкт-Петербурга.

## Награды
Капитан 1-го ранга Роберт Иванович Берлинг был награждён орденами и медалями Российской империи:
- орден Святого Станислава 3-й степени (6 декабря 1899);
- орден Святой Анны 3-й степени (6 декабря 1903);
- орден Святого Георгия 4-й степени (23 февраля 1904);
- Серебряная медаль «В память царствования императора Александра III» (21 марта 1896);
- Серебряная медаль «За бой „Варяга“ и „Корейца“» (23 февраля 1904);
- Светло-бронзовая медаль «В память русско-японской войны» (12 апреля 1906);

Иностранные:
- орден Спасителя Кавалерского креста (23 декабря 1896, Греция);
- орден Князя Даниила I 4-й степени (4 августа 1897, Черногория);
- орден Святых Маврикия и Лазаря Кавалерского креста (24 апреля 1900, Италия).

## Семья
- Отец — Иван Карлович Берлинг (Johann Christian Josua Böerling; 7 октября 1838, Дрезден — 30 сентября 1909, Петербург) — педиатр, выпускник ВМА 26.12.1862, 1863 — уездный врач, ординатор СПб бесплатной глазной лечебницы В.В. Лерхе (Моховая ул., 38) (1864—1866), врач для бедных Адмиралтейской части Санкт-Петербурга (1867—1870), врач при Институте слепых Императорского человеколюбивого общества (Мясная ул., 19) (1869—1875), штатный врач при грудном отделении Воспитательного дома призрения незаконнорождённых детей, сирот и детей бедняков (наб. р. Мойки, 48) (1870—1895), директор Громовского сиротского приюта преп. Сергия Радонежского (Ковенский переулок, 12) (1875—1909), школьный врач мужского отделения в немецком училище при лютеранской церкви св. Петра (Петришуле) (Невский пр., 22-24) (1882—1907).
- Мать — Мария Карловна Берлинг, (Marie Börling) урожд.(Brandt), супруга И.К. Берлинга (24 февраля 1842, Санкт-Петербург — 2 марта 1885, Санкт-Петербург).  Дочь архитектора Санкт-Петербургской епархии Карла Ивановича Брандта, вдова Альберта Густавовича Шведе (Albert Johann Schwede; 1820—1864), подполковника, военного инженера, руководителя строительством форта "Константин" близ Кронштадта, участника строительства дворцовой электростанции и водоводов в Царском Селе (с 1918 - г.Пушкин).
- Брат — Александр Иванович Берлинг (1871—1947) — окончил полный курс гимназии и естественный факультет Петербургского университета (1889—1893), жил в Москве, имел собственный парфюмерный магазин; после революции 1917 года эмигрировал, жил во Франции, работал в парфюмерном салоне, умер в Париже.
- Брат — Николай Иванович Берлинг (1882—1964) — российский геолог и гидрогеолог, член Императорского Географического общества, учёный секретарь Института изучения «Поверхность и недра», начальник отдела Всесоюзного Объединения «Минералруд» в 1930-х годах. Автор двух книг серии «Обзор минеральных ресурсов СССР». Репрессирован 19.01.1932 по ст. 58-7, на 5 лет. До 1933 года отбывал заключение в особом геологическом бюро в Мурманске. Судимость снята 26 апреля 1941 года. В последние годы жизни жил в Москве. Скончался в пос. Малаховка (Люберцы) МО.
- Жена — Хиония Ивановна Берлинг, купчиха 2-й гильдии Ямбургского уезда[6][7]. Сведения о венчании:  Метрическая Книга № 17236 данная из С-Петербургской Духовной Консистории причту церкви Св. Михаила князя Черниговского, что при СПб пересыльной тюрьме (Константиноградская ул., 6), для записи родившихся, браком сочетавшихся и умерших за 1906 год. 8 октября 1906 года метрическая запись о браке (по счёту за год — 107-й) Роберта Берлинга и Хионии Калюжной.  Жених: Лейтенант Роберт Иванович Берлинг, вероисповедания Лютеранского, первым браком, 33 года. Невеста: Ямбургская 2-й гильдии купчиха Хиония Ивановна Калюжная, православная, первым браком, 19 лет. Поручители, по женихе: Лейтенант Александр Александрович Яковлев 4-й (1873—1922), (МКК 1894, впоследствии - Капитан 1-го ранга. В белых войсках Вост. фронта на Сиб. флотилии. При эвакуации 1922 остался во Владивостоке[14]), Мичман Борис Николаевич Перебаскин (записан как Перебосолин), на 1906 год - слушатель Учебно-минного отряда г. Кронштадта[15]; по невесте: Мичман Роман Николаевич Фролов 3-й (27.08.1882—1933) (инженер-электрик, лейтенант, преподаватель Минных офицерских классов. В 30-х гг. - профессор кафедры электротехнического оборудования надводных и подводных кораблей Военно-морской академии РККА им. Ворошилова, автор учебных пособий по электротехнике для техникумов и ФЗУ) [16][17][18], и студент СПб Университета Иван Иванович Постников[19]. Венчал: священник Владимир Александрович Вишняков с псаломщиком Александром Николаевым[20][21][22].

## Адреса в Санкт-Петербурге и Кронштадте
По данным справочника «Адресная книга города Санкт-Петербурга на 1892 г.», и справочника «Весь Петербург (1894—1917)» жил по следующим адресам:
- 1892—1894, 1896—1902 — Санкт-Петербург, наб. р.Мойки, 11;
- 1895 — Каменноостровский пр., 20, дом Лонгстрема;
- 1906 — 18-й Флотский экипаж, Морские (флотские) Крюковские казармы (Большая Морская ул., 69);
- 1907—1908 — Кронштадт, Пантелеимонская ул., 8. Учебно-минный отряд;
- 1909 — Кронштадт, Петербургская ул., дом Суровцева;
- 1910—1913 — Санкт-Петербург, Лахтинская ул., 3, доходный дом В. Т. Тимофеева.